# María Fernanda di Giacobbe
María Fernanda di Giacobbe (Caracas, Venezuela, 15 de abril de 1964) es una cocinera, chocolatera y empresaria venezolana. En 2016 fue galardonada con el primer Basque Culinary World Prize, un premio internacional otorgado anualmente desde 2016 por el gobierno vasco y el Basque Culinary Center.

## Biografía
Di Giacobbe creció en una familia de gastrónomos, donde todos eran cocineros o reposteros desde su abuela, quien en los años 40 fundó  una pequeña tienda a las puertas de su casa donde vendía frutas, verduras y aves. Se graduó en filosofía y letras en la Universidad Central de Venezuela y posteriormente, a comienzo de los años noventa, abrió su primer restaurante: La Paninoteka. Para 2002 María Fernanda se había convertido en una empresaria exitosa, teniendo diez restaurantes. Para finales del año se une al paro cívico nacional contra el gobierno de Hugo Chávez al considerar que «había perdido el rumbo o quizá nunca había tenido un norte en pro del bienestar de todo un país». Como consecuencia, fue expulsada de Centro de Arte La Estancia y del Museo de Arte Contemporáneo Sofía Ímber, y se retiró del Ateneo de Caracas por razones políticas. A los restaurantes la Paninoteka y la Empanadoteka no pudieron acceder los trabajadores ni los clientes al estar frente a la sede de la petrolera estatal PDVSA, cuya calle fue cerrada durante ocho meses. Todos los diez negocios quebraron con excepción al de Las Mercedes.
Después de un viaje en 2003 a Barcelona, España, Di Giacobbe tuvo la inspiración de hacer chocolate y regresó a Caracas, luego viajando a Bélgica, Japón, Francia e Italia con este propósito. Al regresar a Venezuela en 2004 fundó Kakao Bombones Venezolanos. En 2005 la gobernación de Miranda, encabezada para entonces Henrique Capriles, la invitó a dar clases sobre cacao en Barlovento. Posteriormente las mujeres en Barlovente ayudarían crear el diplomado en Gerencia del Cacao y Chocolate en la Universidad Simón Bolívar.
En 2012 Di Giacobbe tomó la decisión visitar zonas rurales de Venezuela para ayudar a sacar de la pobreza y la vulnerabilidad a mujeres en situación de exclusión social con el propósito de cambiar la situación en el contexto de la crisis nacional; para 2017, 8 500 mujeres habían recibido talleres para enseñar cómo hacer bombones. En 2013 fundó Cacao de Origen, un centro en Caracas para el estudio, la investigación y la preservación del cacao de Venezuela. El laboratorio en Caracas y sus dos tiendas en la capital promueven la relación entre nuevos empresarios de chocolate, los productores y los clientes. Unas 18 comunidades cacaoteras y 60 productores se incorporarían al proyecto Cacao de Origen.
En 2015 Di Giacobbe fue ganadora del Gran Tenedor de Oro, el mayor reconocimiento que se otorga a los chefs en Venezuela. En 2016 se recuperó de un cáncer de útero y fue galardonada con el primer Basque Culinary World Prize, un premio internacional otorgado anualmente desde 2016 por el gobierno vasco y el Basque Culinary Center.
Di Giacobbe ha escrito libros como Cacao y chocolate en Venezuela y Bombones venezolanos. También ha fundado e iniciado proyectos como Proyecto Bombón, Proyecto San Benito y Río Caribe, este último una escuela laboratorio en un pequeño pueblo costero en el oriente del país con el objetivo es elaborar chocolates con molinos de piedra y en pequeños volúmenes. Junto con la Universidad Simón Bolívar, para 2020 había graduado a 1 500 personas en el diplomado de Gerencia de la Industria del Cacao, 94% de cuyas estudiantes son mujeres, y en sus viajes dio pie al movimiento Bean To Bar venezolano.

## Obras
- Cacao y chocolate en Venezuela
- Bombones venezolanos